# ريشارد بروش
ريشارد بروش (بالإنجليزية: Richard Brush)‏ (26 نوفمبر 1984 ببرمنغهام في المملكة المتحدة - ) هو لاعب كرة قدم بريطاني في مركز حراسة المرمى. لعب مع شروزبري تاون وكوفنتري سيتي ونادي سليغو روفرز ونادي شامروك روفرز ونادي فين هاربز ونادي هدنسفورد تاون وستافورد رينجرز ونونيتون بورو ‏ ونادي تاموورث.

## وصلات خارجية
- ريشارد بروش على موقع قاعدة بيانات كرة القدم.إي يو (الإنجليزية)
- ريشارد بروش على موقع Soccerbase.com (لاعب) (الإنجليزية)
- ريشارد بروش على موقع Soccerway.com (الإنجليزية)